# فليب لافتري
فليب لافتري (بالإنجليزية: Flip Lafferty)‏ هو لاعب كرة قاعدة أمريكي، ولد في 4 مايو 1854 في سكرانتون في الولايات المتحدة، وتوفي في 8 فبراير 1910 في ويلمنغتون في الولايات المتحدة.

## وصلات خارجية
- فليب لافتري على موقعبيزبول رفرنس.كوم (الدوري الرئيسي) (الإنجليزية)
- فليب لافتري على موقعبيزبول رفرنس.كوم (الدوري الثانوي) (الإنجليزية)